# Ctenopelmatinae
Ctenopelmatinae (=Scolobatinae) (лат.) — подсемейство наездников из семейства Ichneumonidae. Распространены всесветно. Около 100 родов.

## Описание
Средние и крупные наездники, длина передних крыльев около 3-22 мм. Жвалы с двумя зубцами. Верхняя губа скрытая. Наличник обычно широкий и короткий, отделён от лица канавкой. Паразиты личинок пилильщиков (Symphyta).

## Генетика
Гаплоидный набор хромосом n = 11—12.

## Классификация
Мировая фауна включает более 100 родов и около 1440 видов, в Палеарктике — 78 родов и около 1000 видов. Фауна России включает 68 родов и более 500 видов наездников-ихневмонид этого подсемейства.
- Триба Ctenopelmatini Förster, 1869
  - Род Ctenopelma Holmgren, 1855 typus.
  - Род Pristomerus Curtis, 1836
  - Род Homaspis Förster, 1869
  - Род Rhorodes Aubert, 1970
  - Род Satous Townes, 1970
  - другие роды
- Триба Euryproctini Thomson, 1883
  - Род Hadrodactylus Förster, 1869
- Триба Mesoleiini Thomson, 1883
  - Род Campodorus Förster, 1869
- Триба Olethrodotini Townes, 1970
- Триба Perilissini Thomson, 1883
- Триба Pionini Smith & Shenefelt, 1955
- Триба Scolobatini Schmiedeknecht, 1911
  - Род Scolobates Gravenhorst, 1829
  - Род Westwoodia Brullé, 1846
  - другие роды